# Ahilammi
Ahilammi är en sjö i kommunen Janakkala i landskapet Egentliga Tavastland i Finland. Sjön ligger 79,4 meter över havet. Den är 6,08 meter djup. Arean är 44 hektar och strandlinjen är 3,28 kilometer lång. Sjön ingår i Kumo älvs huvudavrinningsområde.   Den ligger omkring 13 km sydöst om Tavastehus och omkring 83 km norr om Helsingfors. 
Ahilammi ligger sydväst om Turengi.